# Bistum Nsukka
Das Bistum Nsukka (lateinisch Dioecesis Nsukkana, englisch Diocese of Nsukka) ist eine in Nigeria gelegene römisch-katholische Diözese mit Sitz in Nsukka. Ihr Gebiet besteht aus sieben Verwaltungsgebieten im Bundesstaat Enugu: Igbo-Etiti, Igbo-Eze-Nord, Igbo-Eze-Süd, Isi-Uzo, Nsukka, Udenu und Uzo-Uwani.

## Geschichte
Das Bistum Nsukka wurde am 19. November 1990 durch Papst Johannes Paul II. mit der Apostolischen Konstitution Catholicum nomen aus Gebietsabtretungen des Bistums Enugu errichtet und dem Erzbistum Onitsha als Suffraganbistum unterstellt.

## Bischöfe von
- Francis Emmanuel Ogbonna Okobo, 1990–2013
- Godfrey Igwebuike Onah, seit 2013